# Joel West Flood
Joel West Flood (* 2. August 1894 im Appomattox County, Virginia; † 27. April 1964 in Richmond, Virginia) war ein US-amerikanischer Politiker. In den Jahren 1932 und 1933 vertrat er den Bundesstaat Virginia im US-Repräsentantenhaus.

## Werdegang
Joel Flood war der jüngere Bruder des Kongressabgeordneten Henry D. Flood (1865–1921) sowie der Onkel von US-Senator und Gouverneur Harry F. Byrd (1887–1966). Er besuchte die öffentlichen Schulen seiner Heimat und studierte danach an der Washington and Lee University in Lexington, der University of Virginia in Charlottesville sowie der University of Oxford in England. Nach einem Jurastudium und seiner 1917 erfolgten Zulassung als Rechtsanwalt begann er in Appomattox in diesem Beruf zu praktizieren. Außerdem war er in der Landwirtschaft tätig. Zwischen März 1918 und Juli 1919 diente er als Soldat während der Endphase des Ersten Weltkrieges in der US Army. In den Jahren 1922 bis 1926 gehörte er zum Stab von Gouverneur Elbert Lee Trinkle. Von 1919 bis 1932 war er hauptberuflich Staatsanwalt im Appomattox County. Politisch war er Mitglied der Demokratischen Partei.
Nach dem Tod des Abgeordneten Henry St. George Tucker III wurde Flood bei der fälligen Nachwahl für den zehnten Sitz von Virginia als dessen Nachfolger in das US-Repräsentantenhaus in Washington, D.C. gewählt, wo er am 8. November 1932 sein neues Mandat antrat. Da er bei den regulären Kongresswahlen des Jahres 1932 auf eine erneute Kandidatur verzichtete, konnte er bis zum 3. März 1933 nur die laufende Legislaturperiode im Kongress beenden.
Nach dem Ende seiner Zeit im US-Repräsentantenhaus arbeitete Flood wieder als Anwalt und in der Landwirtschaft. Im Juni 1936 nahm er als Delegierter an der Democratic National Convention in Philadelphia teil, auf der Präsident Franklin D. Roosevelt zur Wiederwahl nominiert wurde. Von 1940 bis zu seinem Tod war Flood Richter im fünften Gerichtsbezirk von Virginia. Er starb am 27. April 1964 in Richmond.